# Чики
Кристиан Урбистондо Лопес (на испански: Cristian Urbistondo López, по-известен като Чики, Txiki) е испански футболист. Роден е на 14 август 1979 г. От 2008 г. се състезава за тима от Сегунда Дивисион Картахена. Преди това е играл в Сабадел, Хирона и Сеута.